# Cửa hàng cho thuê băng đĩa hình

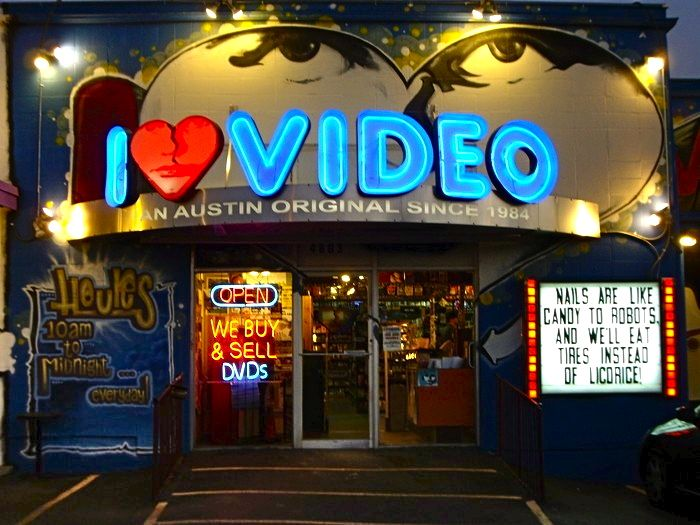
Ảnh chụp bên ngoài một cửa hàng cho thuê băng đĩa hình ở thành phố Austin, bang Texas, Mỹ.

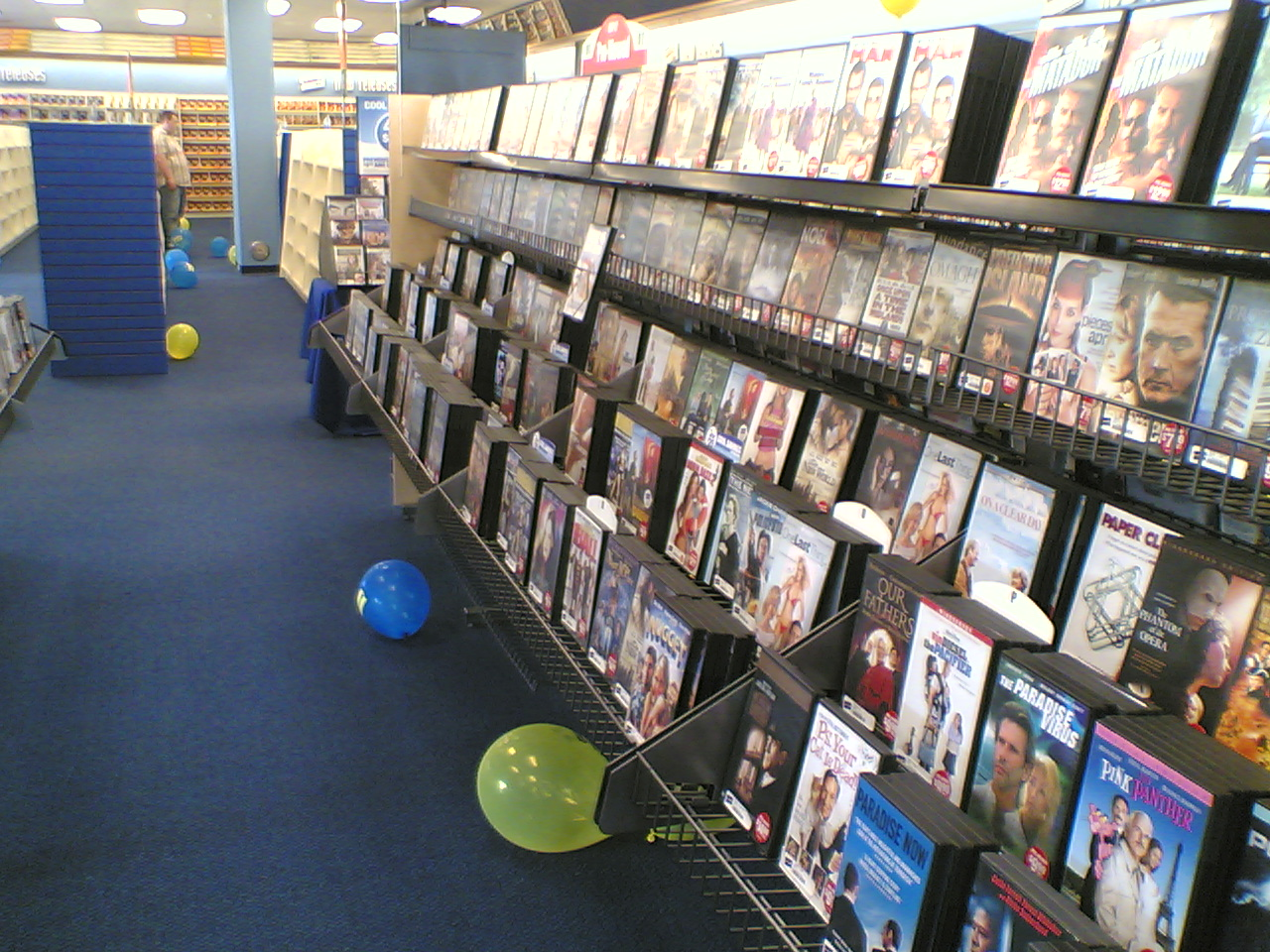
Kệ trưng bày đĩa DVD ở một cửa hàng cho thuê băng đĩa của hãng Blockbuster (Mỹ) trước đây.

Cửa hàng cho thuê băng đĩa hình hay cửa hàng cho thuê phim là một doanh nghiệp vật lý bán lẻ chuyên cho thuê băng đĩa hình như là phim ảnh, chương trình truyền hình được ghi trước, đĩa game và các nội dung khác. Đặc trưng là cửa hàng cho thuê băng đĩa sẽ tiến hành công việc kinh doanh với khách hàng theo các điều kiện và thời hạn được chấp thuận trong thỏa thuận hay hợp đồng cho thuê, có thể được hiểu ngầm, rõ ràng dứt khoát hoặc giấy trắng mực đen. Nhiều cửa hàng còn bán cả các bộ phim xem trước và/hoặc các bộ phim mới toanh chưa bóc.
Trong thập niên 1980, các cửa hàng kiểu này cho thuê các băng phim định dạng VHS và Betamax, mặc dù hầu hết các cửa tiệm đều giảm sút lượng băng Beta khi VHS giành chiến thắng trong cuộc chiến tranh định dạng băng vào cuối thập kỷ. Sang thập niên 2000, các cửa hàng lại bắt đầu cho thuê đĩa DVD, một dạng kỹ thuật số với độ phân giải cao hơn VHS. Trong thập kỷ này, các cửa tiệm cũng bắt đầu bán và cho thuê đĩa Blu-ray, thứ định dạng hỗ trợ Độ nét cao.
Sự áp dụng rộng rãi của hệ thống video theo yêu cầu và các dịch vụ truyền phát video như Netflix trong thập niên 2010 nhanh chóng làm sụt giảm hầu hết doanh thu của các chuỗi cửa hàng cho thuê lớn, dẫn tới nhiều nơi phải đóng cửa. Do sự giảm sút nhu cầu đáng kể nên có rất ít cửa hàng cho thuê băng đĩa còn tồn tại cho đến ngày hôm nay.

## Thư viện ảnh

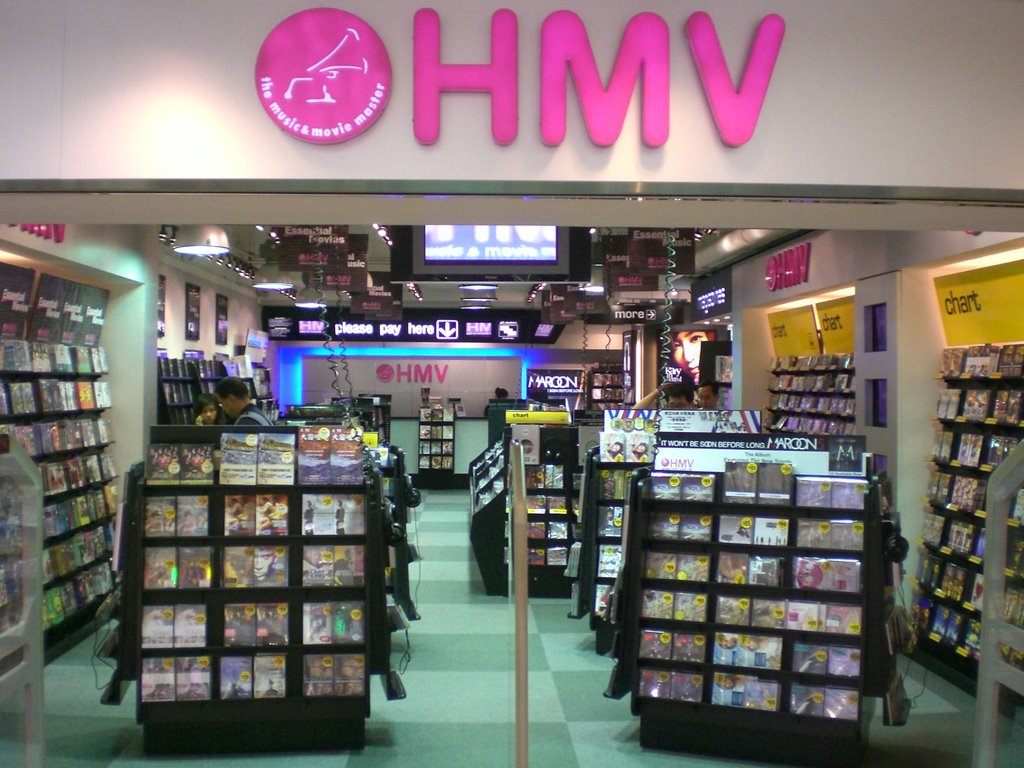
Nhà bán lẻ phim và nhạc HMV với cửa hàng tại Hồng Kông
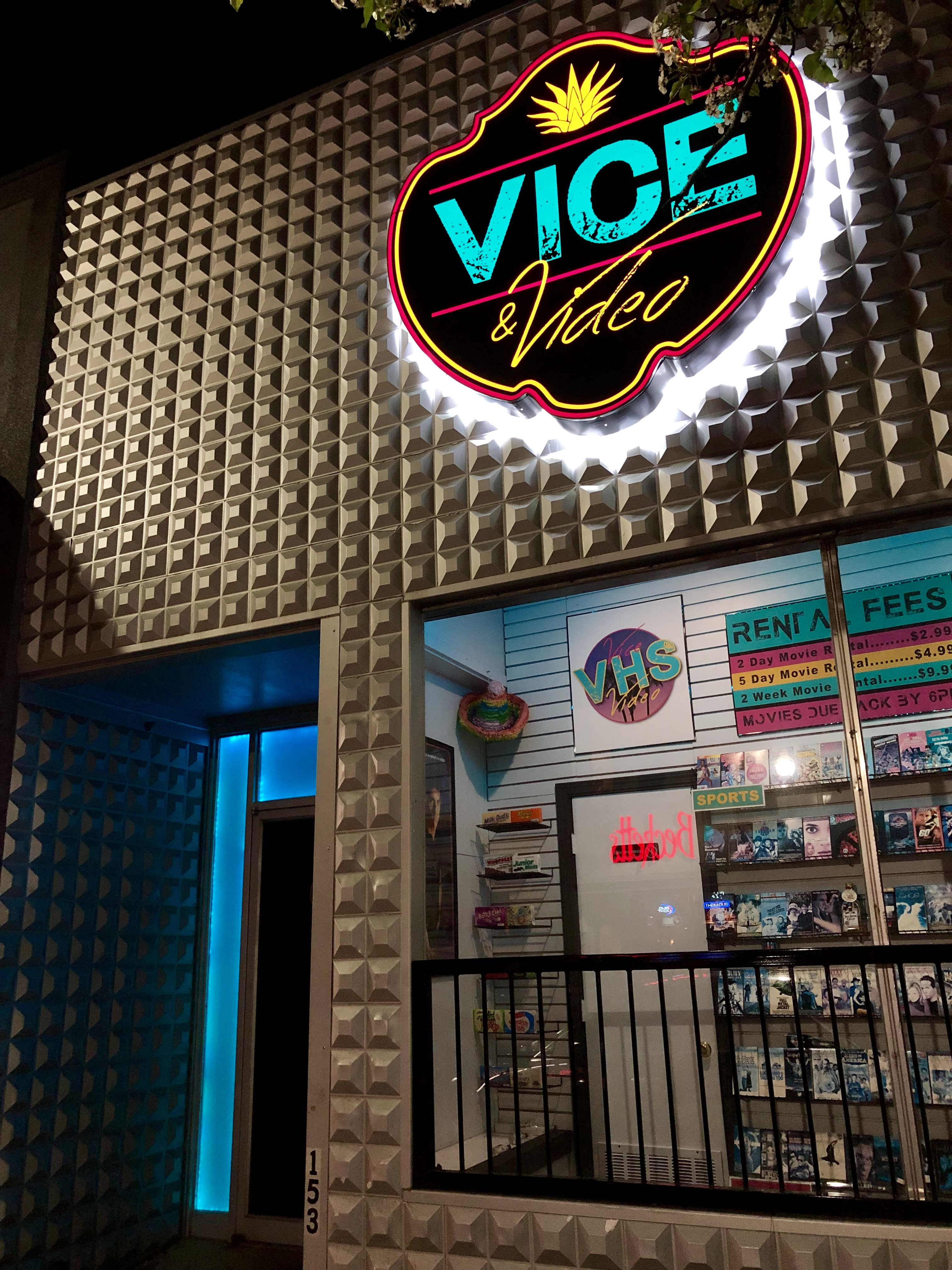
Quán bar và tiệm cho thuê băng đĩa Vice and Video ở bang Ohio nước Mỹ
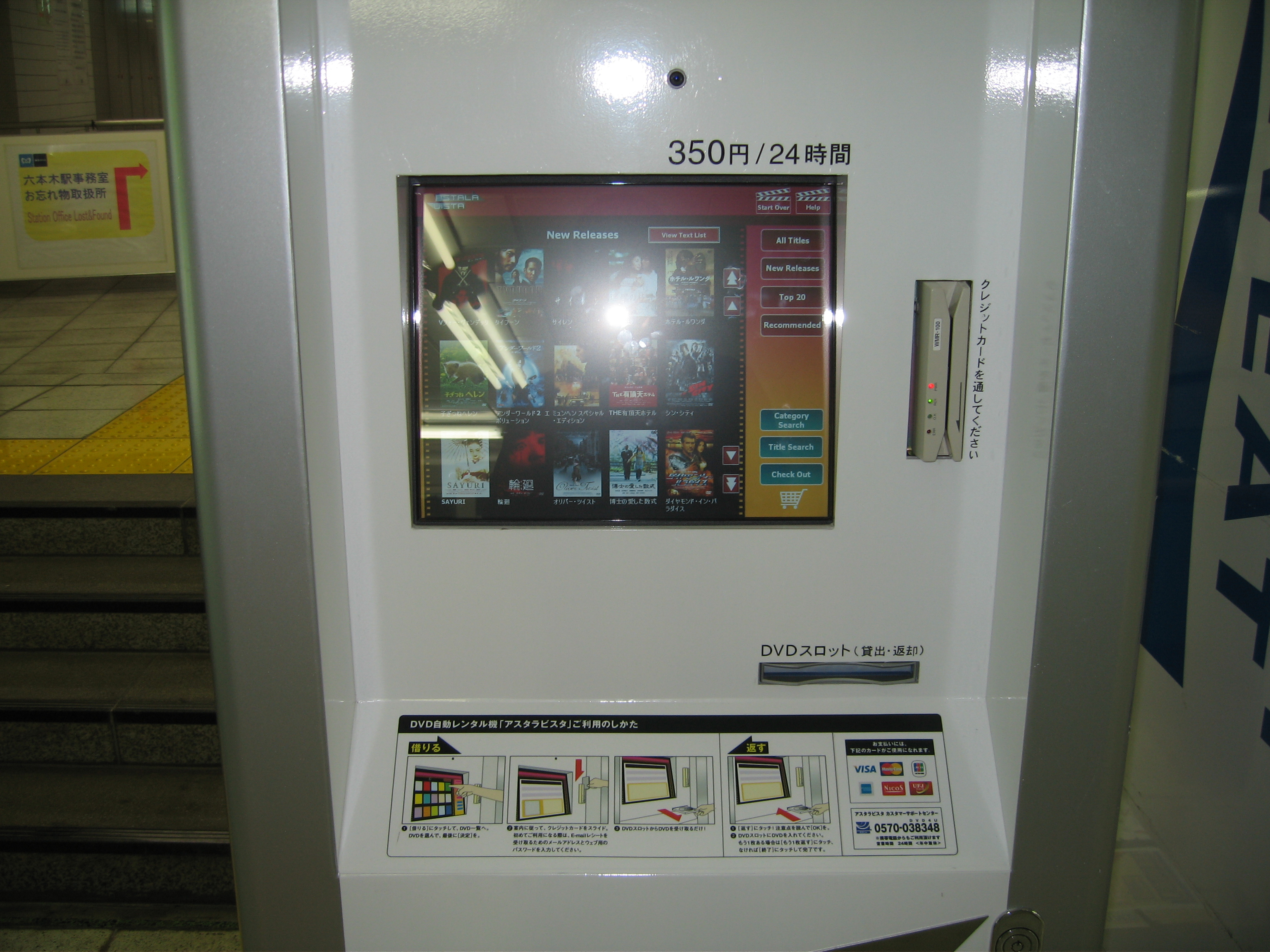
Một chiếc máy cho thuê đĩa DVD ở Nhật Bản
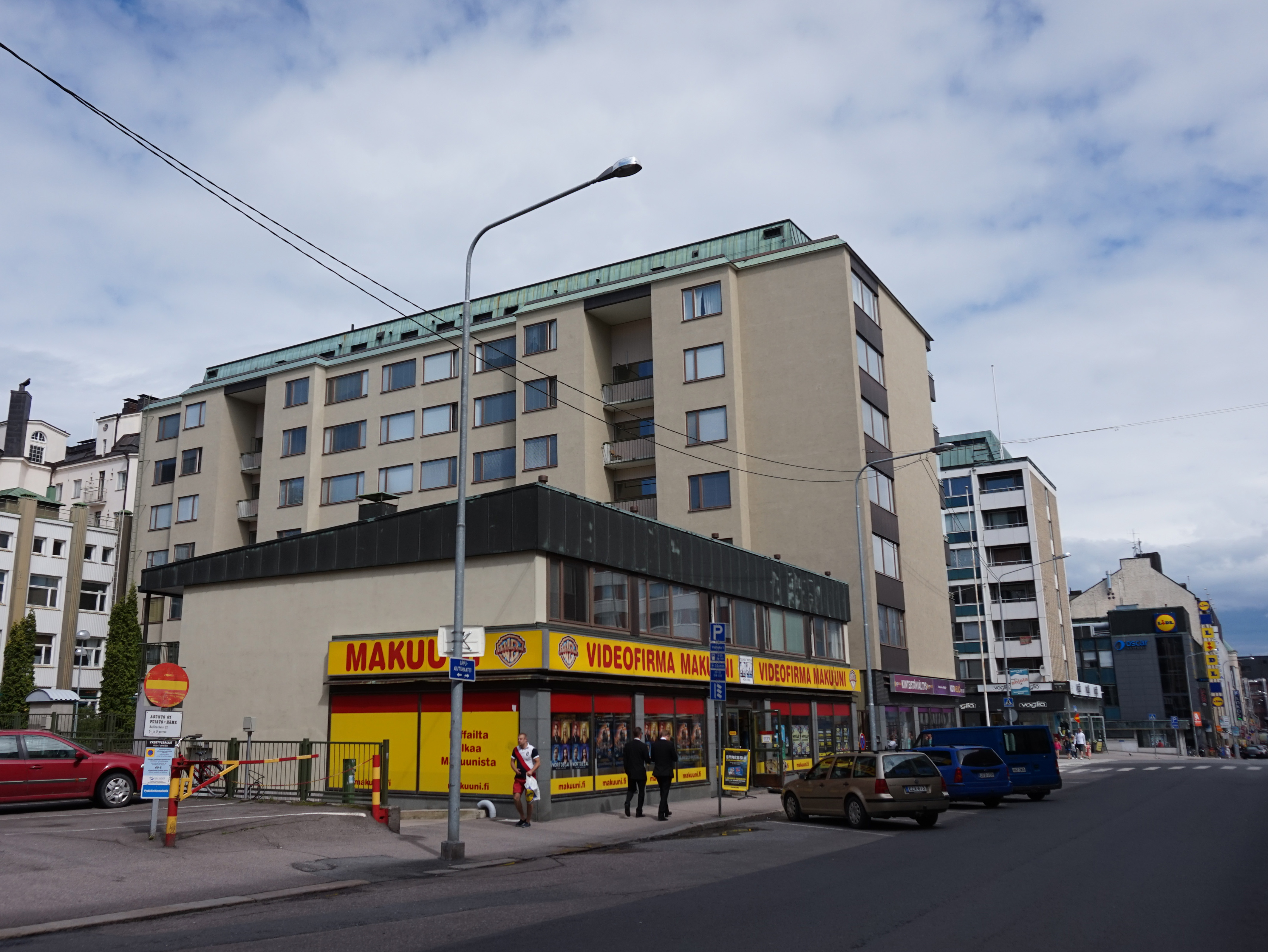
Videofirma Makuuni, một cửa tiệm cho thuê băng đĩa hình của Phần Lan trước đây, nằm trên con phố Hallituskatu ở thành phố Tampere. Ảnh chụp năm 2015
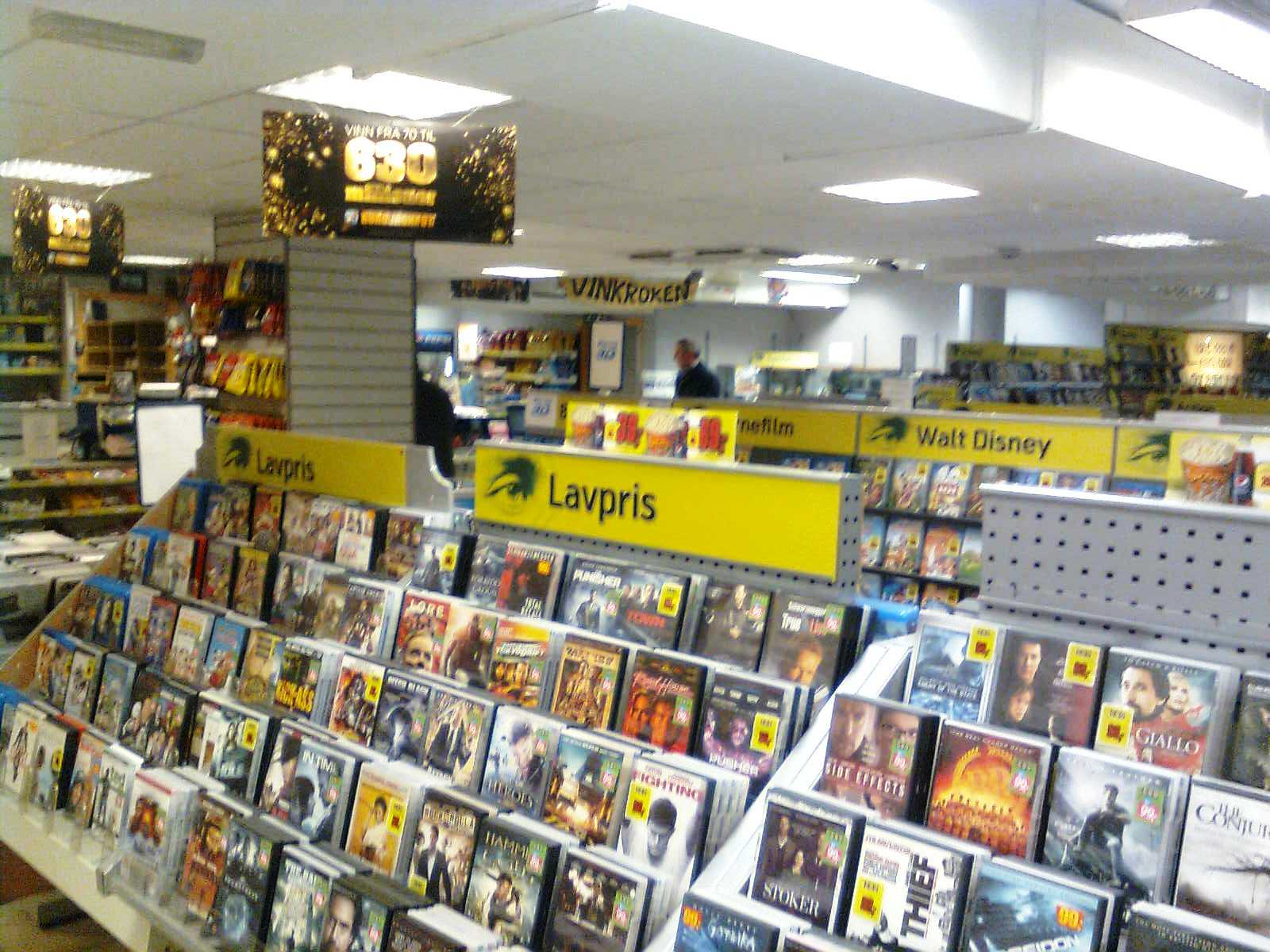
Một cửa hàng cho thuê băng đĩa hình ở thành phố Trondheim (Na Uy) năm 2014